# Tuiskoms – Willkommen in Wilderness
Tuiskoms – Willkommen in Wilderness (Originaltitel: Tuiskoms)  ist eine südafrikanische Dramaserie, die im Auftrag von Netflix von der Produktionsfirma Infinity Films umgesetzt wurde. Die Serie wurde am 28. Februar 2025 weltweit auf Netflix veröffentlicht.

## Handlung
Für Fleur brechen schwierige Zeiten an. Während die Trauer um den Tod ihres Ehemanns sie weiterhin fest im Griff hat, erleidet sie einen Rückschlag nach dem anderen. Sie ist hoch verschuldet, und nachdem sie ihr Restaurant schließen muss, verliert sie auch ihr Haus. Fleur ist am Boden zerstört und trifft eine weitreichende Entscheidung: Sie will in der Kleinstadt Wilderness, dem Ort ihrer Kindheit, einen Neuanfang wagen und zieht mit ihrer Tochter Kelly zurück in das Haus ihrer Mutter Abigail. Doch auch in Wilderness liegen vor Fleur noch einige Hürden, die es zu meistern gilt, bevor sie wieder das Licht am Ende des Tunnels sehen, den Schmerz der Vergangenheit loslassen und ihr Herz ganz öffnen kann.

## Besetzung und Synchronisation
Die deutschsprachige Synchronisation entstand nach den Dialogbüchern von Kathrin Gaube, Stephanie Kellner und Andrea Pichlmaier sowie unter der Dialogregie von Kathrin Gaube durch die Synchronfirma FFS Film- & Fernseh-Synchron in München.
| Rolle     | Schauspieler       | Synchronsprecher         |
| --------- | ------------------ | ------------------------ |
| Fleur     | Amalia Uys         | Stephanie Kellner        |
| Abigail   | Michelle Botes     | Dagmar Dempe             |
| Kelly     | Jane De Wet        | Alina Abgarjan           |
| André     | Edwin van der Walt | Julian Manuel            |
| Johnathan | Dawid Minnaar      | Walter von Hauff         |
| Michael   | Marvin-Lee Beukes  | Hubertus von Lerchenfeld |
| Werner    | Armand Aucamp      |                          |
| Nick      | Joshua Eady        |                          |
| Gift      | Anathi Rubela      |                          |
| Sean      | Hendrik Nieuwoudt  |                          |
| Evan      | Cantona James      |                          |
| Mari      | Rika Sennett       |                          |
| Lucy      | Christia Visser    |                          |
| Paul      | Pierre Van Pletzen |                          |

## Episodenliste
| Nr.                                                                            | Deutscher Titel                            | Originaltitel                       |
| ------------------------------------------------------------------------------ | ------------------------------------------ | ----------------------------------- |
| 1                                                                              | Fleur und die Möwe                         | Fleur and the Seagull               |
| 2                                                                              | Fleur und der Arbeitsstreik                | Fleur and the Labour Strike         |
| 3                                                                              | Fleur und die verschwundene Ziege          | Fleur and the Missing Goat          |
| 4                                                                              | Fleur und der Sturm                        | Fleur and the Storm                 |
| 5                                                                              | Fleur und die Zuckerbüsche                 | Fleur and the Protea                |
| 6                                                                              | Fleur und die Kirchenglocken               | Fleur and the Churchbells           |
| 7                                                                              | Fleur und die Beständigkeit der Erinnerung | Fleur and the Persistence of Memory |
| Am 28. Februar 2025 werden alle Episoden der Serie bei Netflix veröffentlicht. |                                            |                                     |